# Kadıobası, Güdül
Kadıobası là một xã thuộc huyện Güdül, tỉnh Ankara, Thổ Nhĩ Kỳ. Dân số thời điểm năm 2011 là 98 người.